# Lokomotiva 731
Lokomotiva řady 731 (do roku 1987 řada T 457.1) je dieselelektrická lokomotiva určená pro středně těžký posun a nákladní vlaky. Lokomotiva je zdokonalenou verzí starších lokomotiv řady 730, především po ergonomické stránce (zlepšený výhled obsluhy a místa pro posunovače, blokové uspořádání agregátů a jejich přístupnost velkoplošnými dveřmi), přibyla také elektrodynamická brzda a k dalšímu zdokonalení přispěl také rychlý vývoj elektroniky.
Lokomotivy vyrobila firma ČKD Praha v počtu 62 kusů (dva prototypy v roce 1988 a dvě třicetikusové série v letech 1991–1992). Dalších 60 bylo objednáno, ale tato objednávka byla zrušena. Lokomotiva dostala přezdívku Špageta.

## Konstrukce

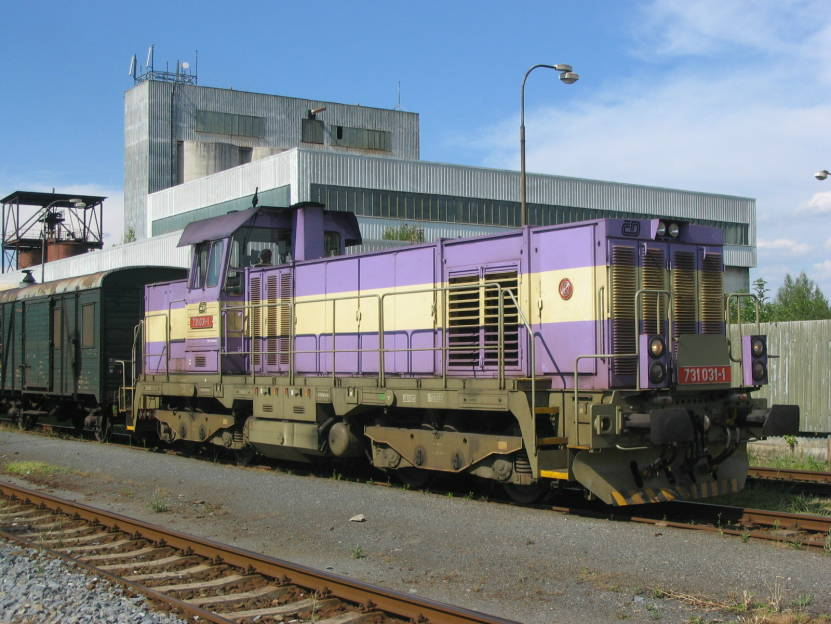
Lokomotiva 731.031

Lokomotiva má kapotové uspořádání se středovou věžovitou kabinou strojvedoucího, která oproti řadě 730 umožňuje lepší rozhled (je stavěna do většího obrysu, díky tomu má strojvedoucí lepší boční výhled při posunu a kabina má i větší čelní skla). V kabině jsou dvě diagonálně uspořádaná ovládací stanoviště, za hlavní je pokládáno to na straně delšího představku. Od kabiny na obě strany pokračují zúžené a snížené představky, přičemž u delšího, předního, je kapota ještě montážně rozdělena na přední a střední.
V přední kapotě je uložen blok chlazení spalovacího motoru, převodovka pomocných pohonů, kompresor typu K 3 lok 3, elektricky poháněný ventilátor chlazení trakčních motorů předního podvozku, pomocné elektrické stroje, pomocný pneumatický rozvaděč a skříň liniového vlakového zabezpečovače.
Ve střední kapotě je uložen motorgenerátor skládající se z vznětového motoru ČKD K 6 S 230 DR spojeného s trakčním alternátorem ČKD typu TA 604 A, dále ventilátor chlazení trakčních motorů zadního podvozku, další pomocné elektrické stroje, trakční usměrňovač a tlumič výfuku. Vznětový motor je přeplňován turbodmychadlem, avšak bez mezichladiče plnicího vzduchu a tedy se sníženým výkonem oproti provedení u lokomotivy řady 742. Lokomotiva je vybavena centrálním elektronickým regulátorem, sdružujícím regulátor naftového motoru s regulací elektrického přenosu výkonu i elektrodynamické brzdy.
V zadní, kratší kapotě je umístěn elektrický rozvaděč, blok přístrojů vzduchotechniky a svisle profukovaný odporník elektrodynamické brzdy.
Lokomotiva má dva dvounápravové podvozky obvyklého provedení ČKD. Skříň lokomotivy je na podvozcích uložena prostřednictvím šikmých pryžokovových sloupků a podélné síly se přenášejí nízko uloženým tažným čepem. Každé dvojkolí pohání jeden stejnosměrný sériový trakční elektromotor ČKD typu TE 015 C.
Hlavní rám je oproti lokomotivě 730 zcela přepracován (je nižší). Naftová nádrž, zavěšená pod hlavním rámem mezi podvozky, je u sériových lokomotiv upravena jako třídílná, aby při poškození neunikl celý její obsah do okolního prostředí. Za nárazníky jsou umístěny nově vyvinuté deformační prvky, které mají až do jisté velikosti energie čelního nárazu ochránit nosné části hlavního rámu a agregáty lokomotivy před poškozením.
Lokomotiva nemá žádné zařízení pro vytápění vlakové soupravy.
Mnoho použitých prvků (nikoliv však elektronický regulátor) je unifikováno se současně vyráběnou průmyslovou („hutní“) lokomotivou řady T 419.1, později přeznačenou na řadu 729.6.

## Provoz
Lokomotivy byly z výroby přiděleny do většiny velkých dep na území Česka, na Slovensko bylo dodáno pouze několik lokomotiv do RD Spišská Nová Ves, kde stále zůstávají v provozu jako v jediné slovenské lokalitě. Hlavní náplní jejich práce je posun a sestavování vlaků na seřaďovacích nádražích, přetahy souprav mezi stanicemi a lehké nákladní vlaky na místních tratích. Před oddělením nákladní dopravy do samostatných firem byly zřídka k vidění i na vlacích osobních, dnes je toto již nemožné. Jejich zavedení do provozu umožnilo odstavit staré lokomotivy řad 720, 721, 725, 726 a zhospodárnit dopravu. Po odstavení většiny lokomotiv řady 730 převzaly jejich výkony právě stroje typu 731. Nejvíce strojů této řady je provozováno na Olomoucku a Ostravsku, menší počty jsou dislokovány v depech Ústí nad Labem, Brno, Břeclav a dalších.